# Drosera salina
Drosera salina es una especie de planta perenne, erecta y tuberosa del género de plantas carnívoras Drosera. 

## Descripción
Produce pequeñas hojas carnívoras a lo largo de los tallos que pueden tener 7 cm  de alto. Las flores son blancas y florecen de julio a septiembre.

## Distribución y hábitat
Es endémica de Australia Occidental y se encuentra solamente en la arena sin sal en los márgenes de los lagos salados en unos pocos lugares al norte de Albany este a noroeste de Esperance. 

## Taxonomía
D. salina fue descrita por primera vez por N.G.Marchant y Allen Lowrie en 1992. está considerada en Australia Occidental por Department of Environment and Conservation como prioridad dos por ser un taxón poco conocido y declarado en  la Flora en lista de prioridades. Fue publicado en Kew Bulletin 47(2): 320. 1992.
Etimología
Drosera: tanto su nombre científico –derivado del griego δρόσος (drosos): "rocío, gotas de rocío"– como el nombre vulgar –rocío del sol, que deriva del latín ros solis: "rocío del sol"– hacen referencia a las brillantes gotas de mucílago que aparecen en el extremo de cada hoja, y que recuerdan al rocío de la mañana.
salina: epíteto latino que significa "salina". Se refiere a los márgenes del lago de sal que esta especie habita. 
Sinonimia
- Sondera salina (N.G.Marchant & Lowrie) Chrtek & Slavíková, Novit. Bot. Univ. Carol. 13: 45 (1999 publ. 2000).[5][6]